# Zalesie (gmina Wartkowice)
Zalesie – wieś w Polsce, położona w województwie łódzkim, w powiecie poddębickim, w gminie Wartkowice.
| SIMC    | Nazwa         | Rodzaj               |
| ------- | ------------- | -------------------- |
| 0717092 | Babiocha      | część wsi            |
| 0717100 | Dęby          | część wsi            |
| 0716483 | Kłódno-Stacja | część wsi do 2024 r. |

W latach 1975–1998 miejscowość należała administracyjnie do województwa sieradzkiego.

We wsi znajduje się Dworzec PKP Kłudna.